# Songer Township (comté de Clay, Illinois)
Songer Township est un township du comté de Clay dans l'Illinois, aux États-Unis,. 
La route US 50 traverse ce township. 

## Démographie
En 2010, la population du township était de 342 habitants ; elle est de 337 habitants en 2020.

## Source de la traduction
- (en) Cet article est partiellement ou en totalité issu de l’article de Wikipédia en anglais intitulé « Songer Township, Clay County, Illinois » (voir la liste des auteurs).